# Puccinia vallartensis
Puccinia vallartensis ist eine Ständerpilzart aus der Ordnung der Rostpilze (Pucciniales). Der Pilz ist ein Endoparasit des Korbblütlers Baccharis trinervis. Symptome des Befalls durch die Art sind Rostflecken und Pusteln auf den Blattoberflächen der Wirtspflanzen. Sie ist ein Endemit Mexikos.

## Merkmale

### Makroskopische Merkmale
Puccinia vallartensis ist mit bloßem Auge nur anhand der auf der Oberfläche des Wirtes hervortretenden Sporenlager zu erkennen. Sie wachsen in Nestern, die als gelbliche bis braune Flecken und Pusteln auf den Blattoberflächen erscheinen.

### Mikroskopische Merkmale
Das Myzel von Puccinia vallartensis wächst wie bei allen Puccinia-Arten interzellulär und bildet Saugfäden, die in das Speichergewebe des Wirtes wachsen. Ihre Spermogonien wachsen meist oberseitig auf den Wirtsblättern. Die blattunterseitig wachsenden Aecien der Art treten durch Poren hervor und sind gelb. Sie besitzen 27–34 × 20–24 µm große, für gewöhnlich breit eiförmige bis breitellipsoide und hyaline Aeciosporen mit stachelwarziger Oberfläche. Uredien bildet der Pilz nicht aus. Die blattunterseitig wachsenden Telien der Art sind zimtbraun, um die Aecien gruppiert und pulverig. Die hell goldbraunen Teliosporen sind zweizellig, in der Regel zylindrisch bis schmal ellipsoid und 50–66 × 19–24 µm groß. Ihre Stiele sind farblos und bis zu 70 µm lang.

## Verbreitung
Das bekannte Verbreitungsgebiet von Puccinia vallartensis umfasst lediglich Mexiko.

## Ökologie
Die Wirtspflanze von Puccinia vallartensis ist Baccharis trinervis. Der Pilz ernährt sich von den im Speichergewebe der Pflanzen vorhandenen Nährstoffen, seine Sporenlager brechen später durch die Blattoberfläche und setzen Sporen frei. Die Art durchläuft einen Entwicklungszyklus mit Spermogonien, Aecien und Telien, vollzieht aber keinen Wirtswechsel.

## Taxonomie
Die Art wurde 1973 durch Joe Fleetwood Hennen und George Baker Cummins erstbeschrieben.